# هدا، شیزوئوکا
هدا، شیزوئوکا (به لاتین: Heda) یک منطقهٔ مسکونی در ژاپن است که در ناحیه چوبو واقع شده‌است. هدا ۳٬۶۸۱ نفر جمعیت دارد.

## نگارخانه

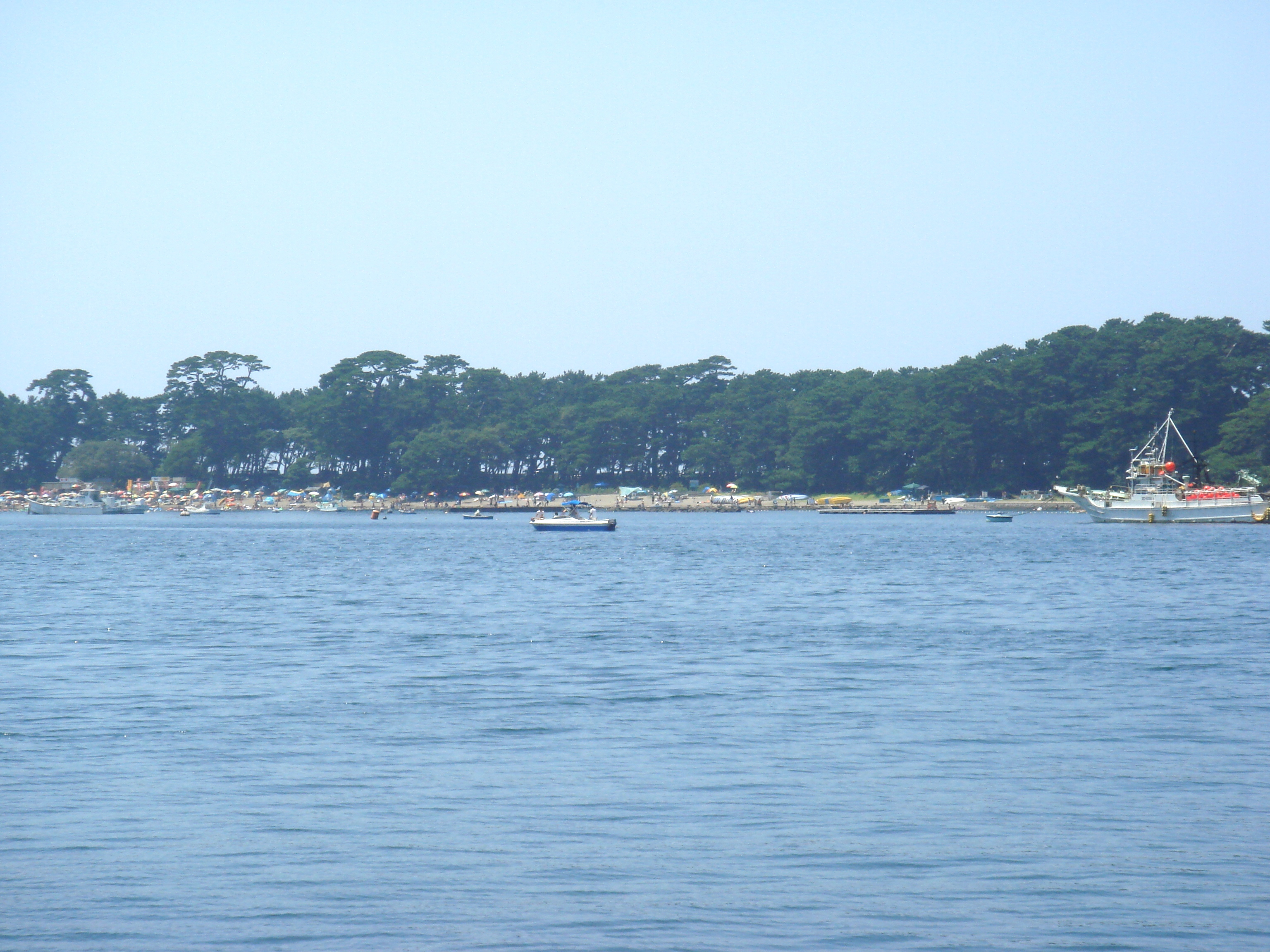
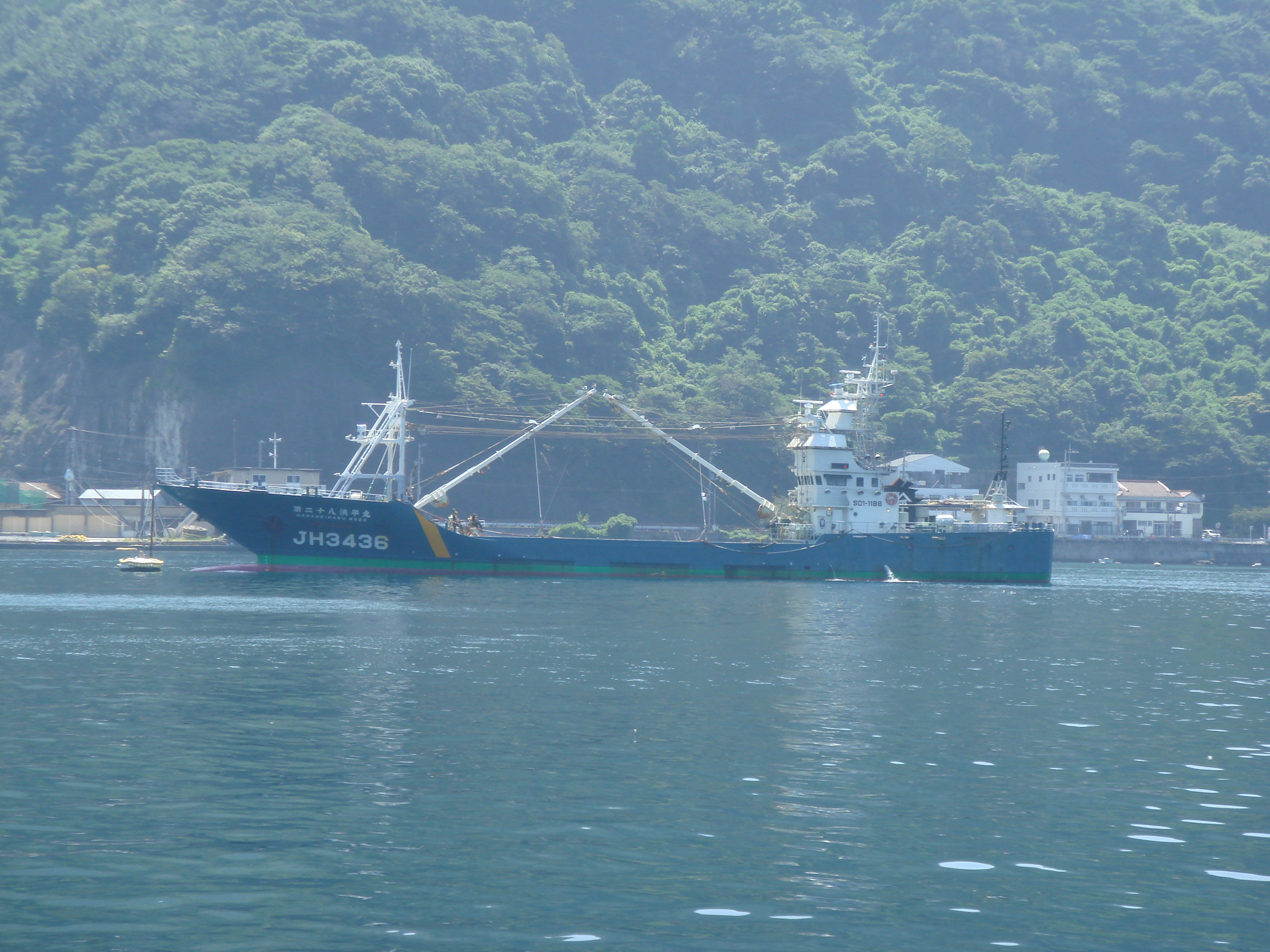
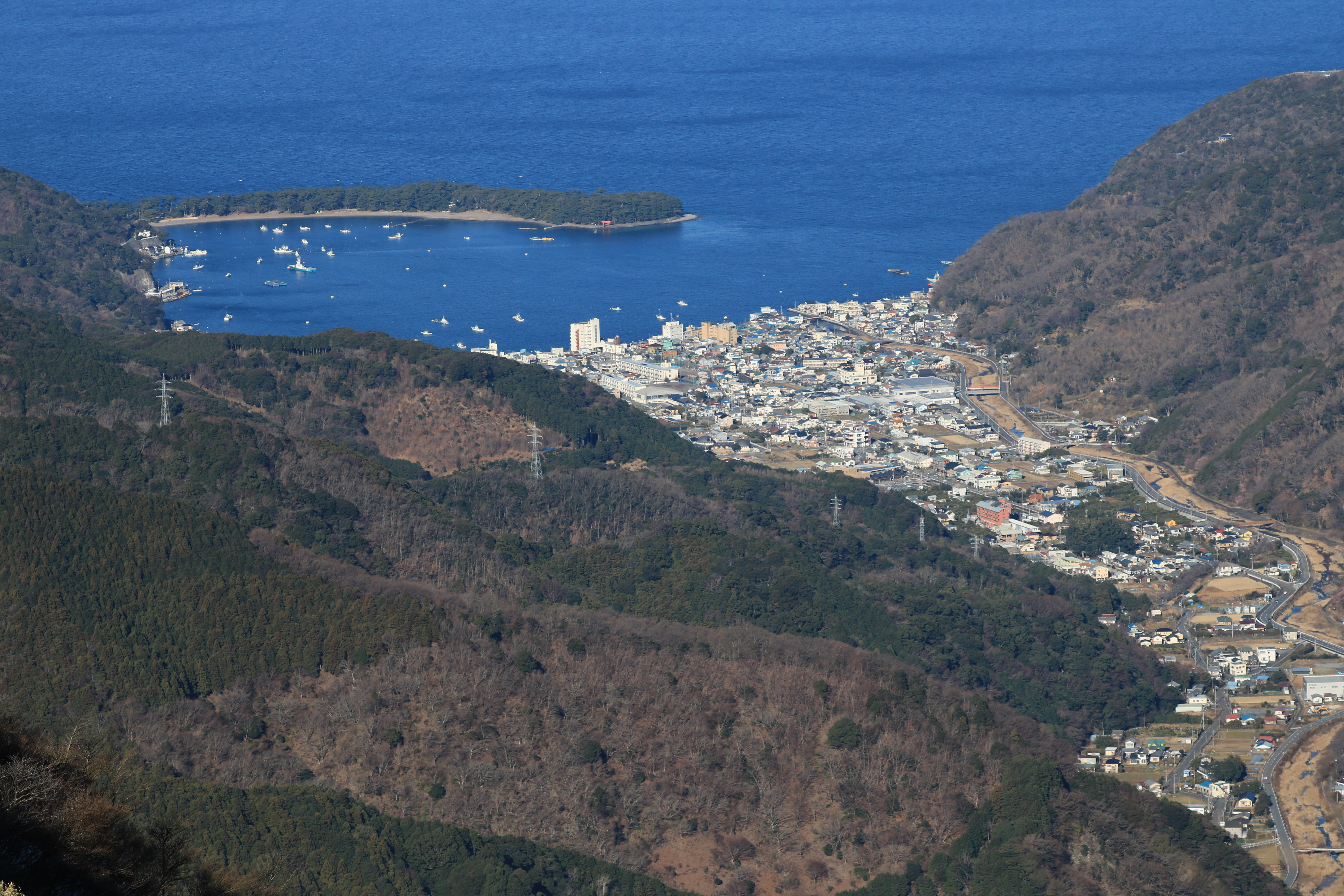